# 久米原雪谷
久米原 雪谷（くめはら せっこく、生没年不詳）とは、明治時代の浮世絵師。

## 来歴
師系・経歴不明、俗称巳之助。向柳原町一丁目二十二番地に住んでいたが、明治14年（1881年）の『真草英語選』には住所が「横濱區常盤町二丁目二十壱番地」、明治32年（1889年）の『東京専門書画大家一覧表』には「横濱住吉丁　久米原雪谷」とあり、後に横浜に移ったとみられる。作画期は明治前期、子供を描いた風刺画や横浜案内の図を錦絵で残している。

## 作品
- 『真草英語選』　※明治14年刊行
- 「小児遊水の争」　大判錦絵2枚続　都立図書館所蔵　※明治10年、西南戦争を風刺する。「向柳原町一丁目廿二番地　画工　久米原巳之助」とあり
- 「小児遊春の竹馬」　大判錦絵2枚続　早稲田大学図書館所蔵　※明治10年、加藤留吉版
- 「新刻横浜区案内図」　※明治15年